# Jockstrap (groupe)
Jockstrap est un duo musical anglais composé de Georgia Ellery et de Taylor Skye, qui se sont rencontrés à la Guildhall School of Music & Drama de Londres en 2016. La musique de ce duo combine la voix à moitié chuchotée et les arrangements de cordes d'Ellery avec la musique électronique de Skye.

## Historique
Les deux artistes se rencontrent en 2017 à la Guildhall School of Music & Drama de Londres. Ils étudient alors respectivement le jazz et la composition électronique. Jockstrap a sorti son premier EP, Love Is the Key to the City, en 2018. Après avoir signé chez Warp Records début 2020, ils ont sorti Wicked City en juin 2020.
Le groupe a signé chez Rough Trade Records en 2021 et a jusqu'à présent sorti trois singles sous le label, à savoir « 50/50 », « Concrete Over Water » et « Glasgow », ainsi qu'un premier album studio, I Love You Jennifer B., sorti le 9 septembre 2022. Dès sa sortie, l'album a été acclamé par la critique et a été nommé pour le Mercury Prize 2023.
Taylor Skye travaille également en tant que producteur et a produit des morceaux avec Slowthai, Injury Reserve et Sega Bodega, entre autres. Georgia Ellery est également membre de Black Country, New Road.

## Musiciens
- Georgia Ellery – chant, violon, guitare
- Taylor Skye – production, synthétiseurs, claviers, boîtes à rythmes, programmation, chant

## Univers musical
Le groupe produit une musique essentiellement issus de l'univers électronique, et notamment dubstep, tout en étant également très influencée par l'univers de la musique classique. Les parallèles avec les univers de Björk ou Emilie Simon sont ainsi évoqués.

## Discographie

### Albums studios
- I Love You Jennifer B (2022, Rough Trade Records)

### Albums de remix
- I<3UQTINVU (2023, Rough Trade  Records)

### EP
- Love is the Key to the City (2018, Kaya Kaya Records)
- Lost My Key in the <3 Club <3 (2019, Kaya Kaya Records)
- Wicked City (2020, Warp Records)
- Beavercore (2020, Warp Records)

### Singles
- « Haley » (2018)
- « Charlotte » (2018)
- « Acid » (2020)
- « The City » (2020)
- « 50/50 » (2021)
- « Concrete Over Water » (2022)
- « Glasgow » (2022)
- « Greatest Hits » (2022)
- « Red Eye » (2023)
- « Good Girl » (2023)